# 名古屋城駅
名古屋城駅（なごやじょうえき）は、愛知県名古屋市中区三の丸三丁目にある、名古屋市営地下鉄名城線の駅である。駅番号はM07。アクセントカラーはライトグリーン。
名古屋城、名古屋市役所、愛知県庁の最寄駅である。2023年1月4日に開業以来の名称だった市役所駅（しやくしょえき）から改称された。日本には市役所前駅という名の駅が各地にあるが、「前」のない「市役所」だけを駅名としているのは当駅だけであった。
発売されている乗車券の裏面に印字されている駅名表記は、一部を平仮名にした「なごや城」になっている。

## 歴史
- 1965年（昭和40年）10月15日：栄駅 - 当駅間開通に伴い[3]、「市役所駅」として開業[1][2][4]。
- 1966年（昭和41年）3月24日：駅と愛知県庁をつなぐ地下通路が開通する[5]。
- 1971年（昭和46年）12月20日：当駅 - 大曽根駅間が開業[2][4][6]。
- 1989年（平成元年）：世界デザイン博覧会開催に併せて壁面部分をタイル貼りからパネルにリフォーム。
- 1994年（平成6年）3月30日：副駅名に「県庁」を設定し、表示開始[7][新聞 1]。
- 2017年（平成29年）3月10日：名古屋市議会で駅名を「名古屋城」に変更を検討するという議題が取り上げられる[WEB 6]。
- 2020年（令和2年）9月13日：可動式ホーム柵使用開始[WEB 7]。
- 2022年（令和4年）10月27日：日本初となるレゴブロック製の路線案内図を北改札口前の券売機コーナーに設置[WEB 8]。
- 2023年（令和5年）1月4日：駅名を「名古屋城駅」に改称[WEB 9][WEB 10]。同時に副駅名「市役所・県庁」を設定[WEB 10]。
  - 路線上で名古屋城の最寄り駅であることを確認する方法がなく、名古屋城を訪れる利用者にとって分かりにくかったことが、改称理由として挙げられている[WEB 11][WEB 12]。また、駅名に「名城」を含んでいる隣駅の名城公園駅が名古屋城正門への最寄り駅だと誤認されやすい背景もあった。

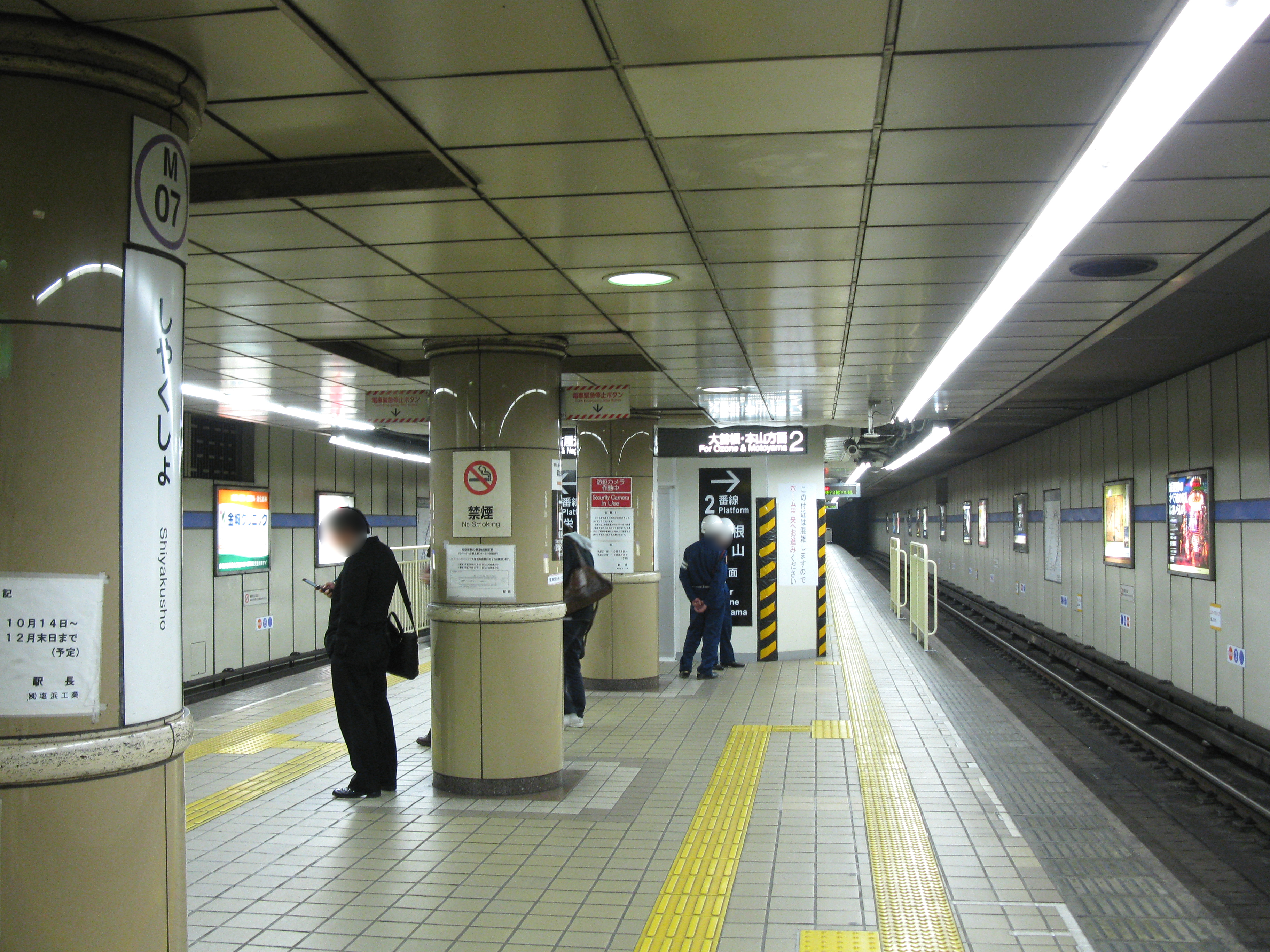
可動式ホーム柵設置前のホーム（2010年3月）
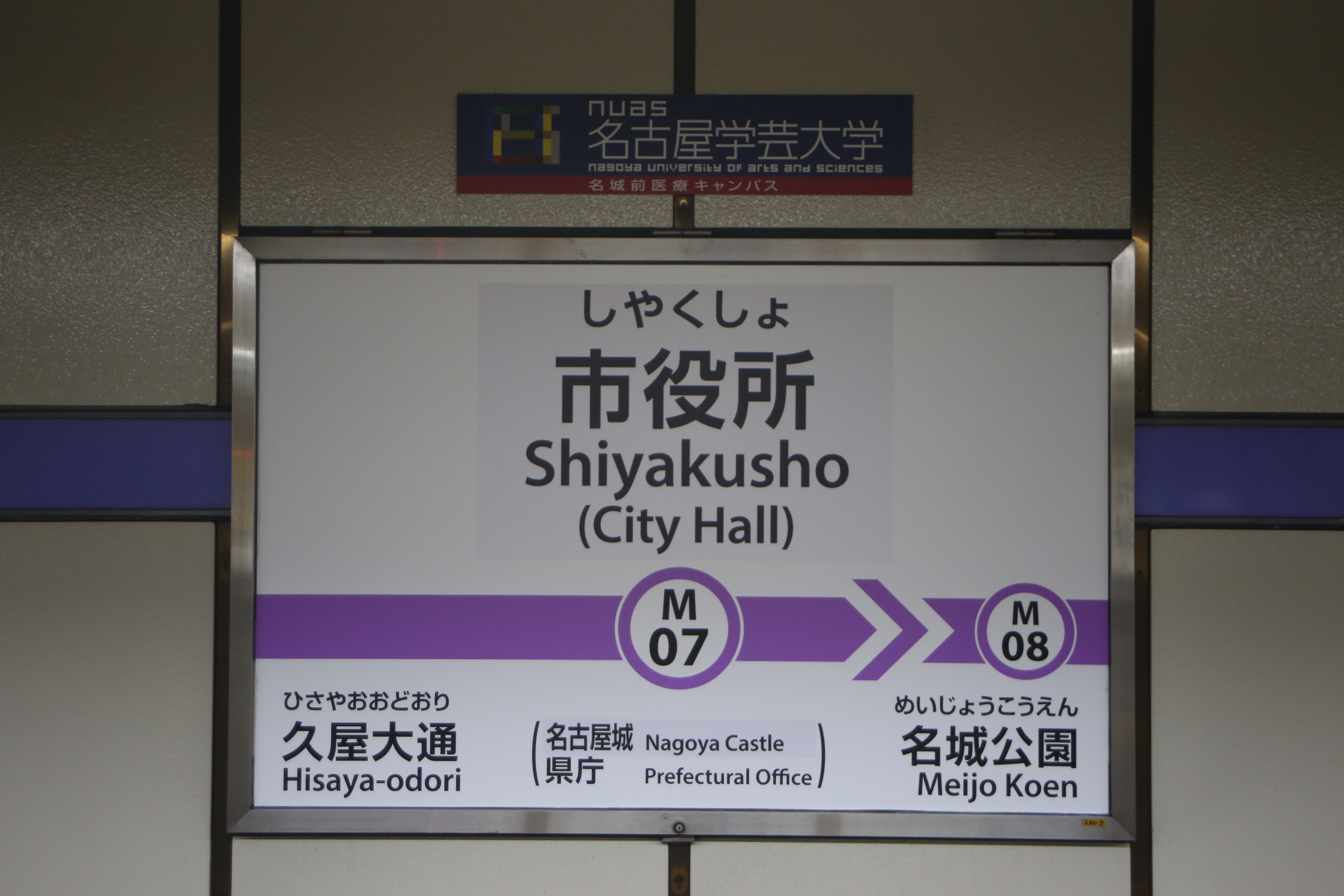
市役所駅時代末期の駅名標（2022年12月）
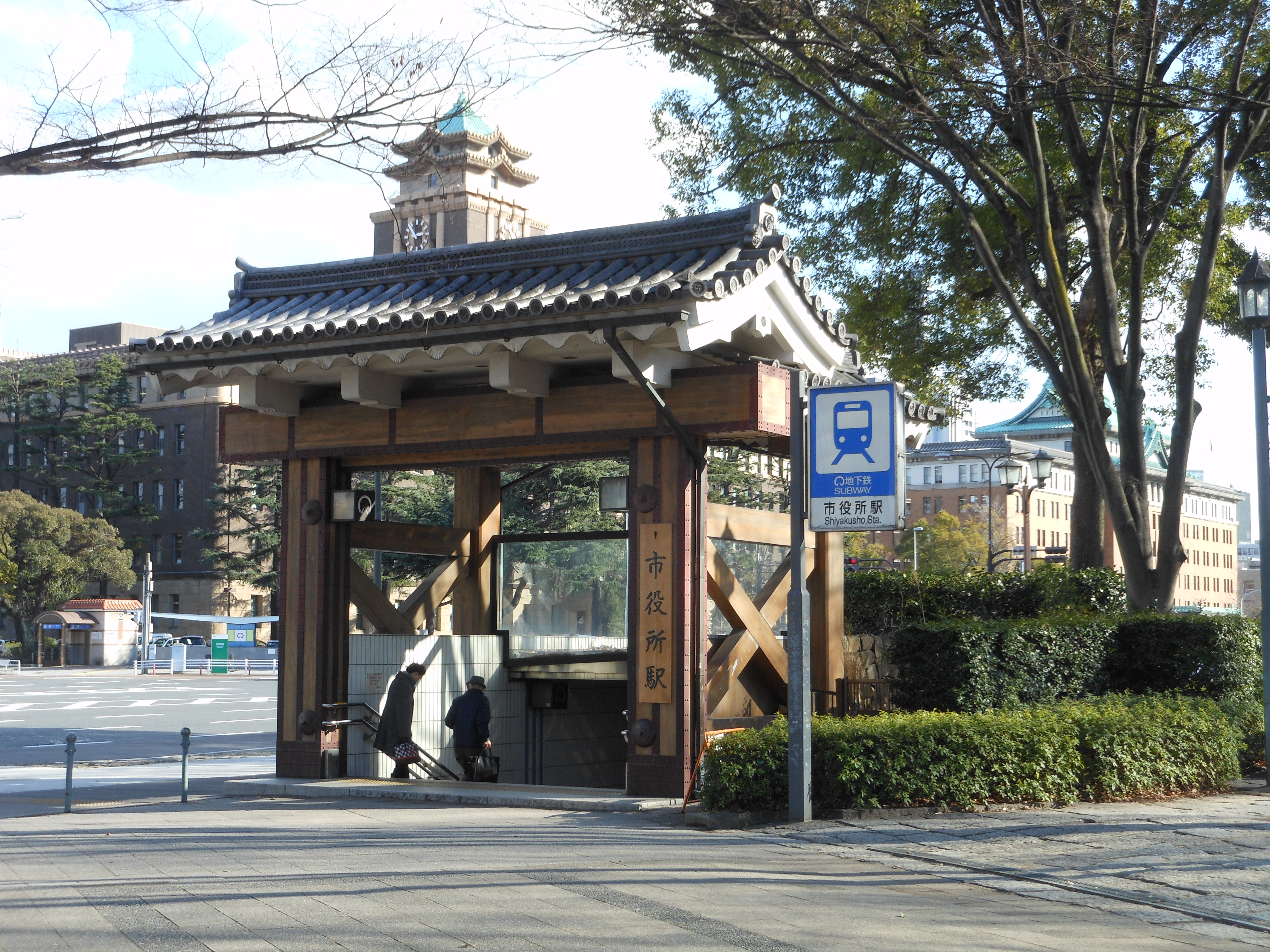
市役所駅時代の7番出入口（2016年2月）

## 駅構造
島式1面2線のホームを持つ地下駅で可動式ホーム柵が設置されている。改札口は3箇所あり、うち1箇所（6番出入口や名古屋市役所への地下連絡通路に近い北改札口）は改札機のみを設置した無人改札口である。エレベーターはホームと北改札口、北改札口と2番出入口をそれぞれ連絡するものが1基ずつあるものの、愛知県庁に近い南改札口側にはエレベーターはない。
7番出入口は名古屋城の高麗門を模した意匠となっている。
1番出入口は名古屋医療センターに最も近い出入口であるため、出入口近くの地下1階に調剤薬局のアマノが2店舗出店している。
かつてはホームにベージュ色の柵がエレベーター付近に設置されていたが、ホーム柵設置によって撤去された。
当駅は、2022年7月1日から名城線運転区が管轄している。
大曽根側に片渡り線がある。2015年に両渡り線から改造された。また、渡り線の先には保守基地につながる線路がある。これは2004年に閉鎖された旧名城工場への引き込み線の跡である。通常使用されることはないがこの引き込み線の途中に引き上げ、栄・金山方面へ折り返すことも可能である。かつては栄側にも両渡り線が設置されていた。

### のりば
| ホーム | 路線            | 方向   | 行先                           |
| ------ | --------------- | ------ | ------------------------------ |
| 1      | 名城線・ 名港線 | 左回り | 栄・金山・新瑞橋・名古屋港方面 |
| 2      | 名城線          | 右回り | 大曽根・本山方面               |

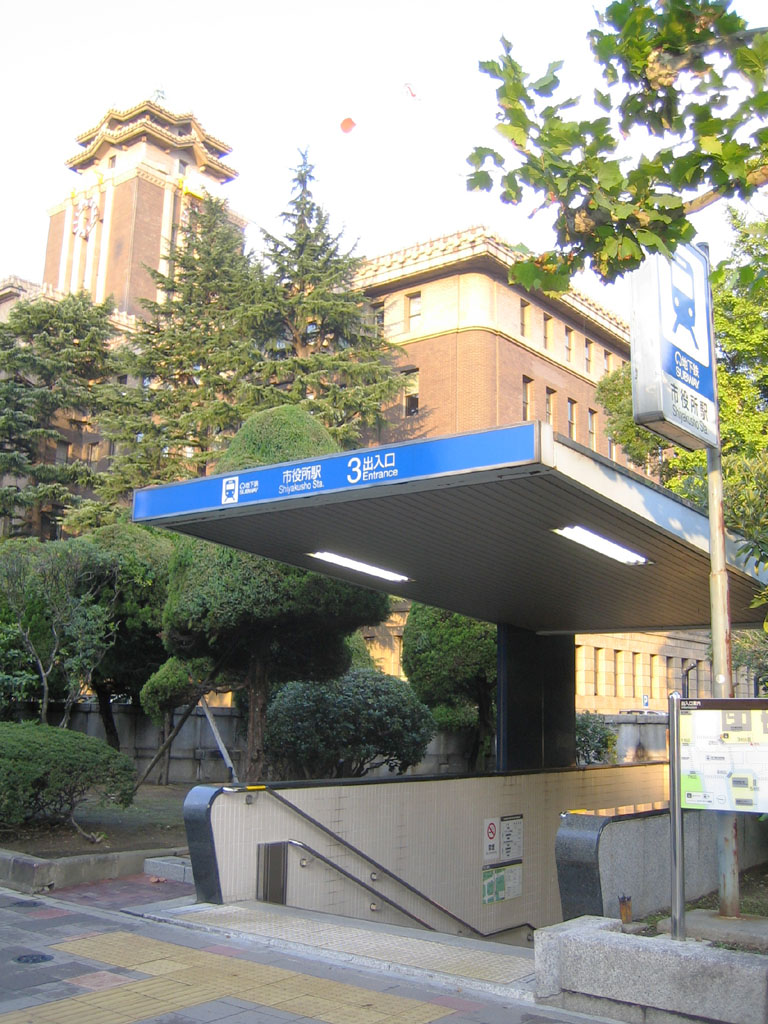
3番出口（2005年11月。後方は名古屋市役所）
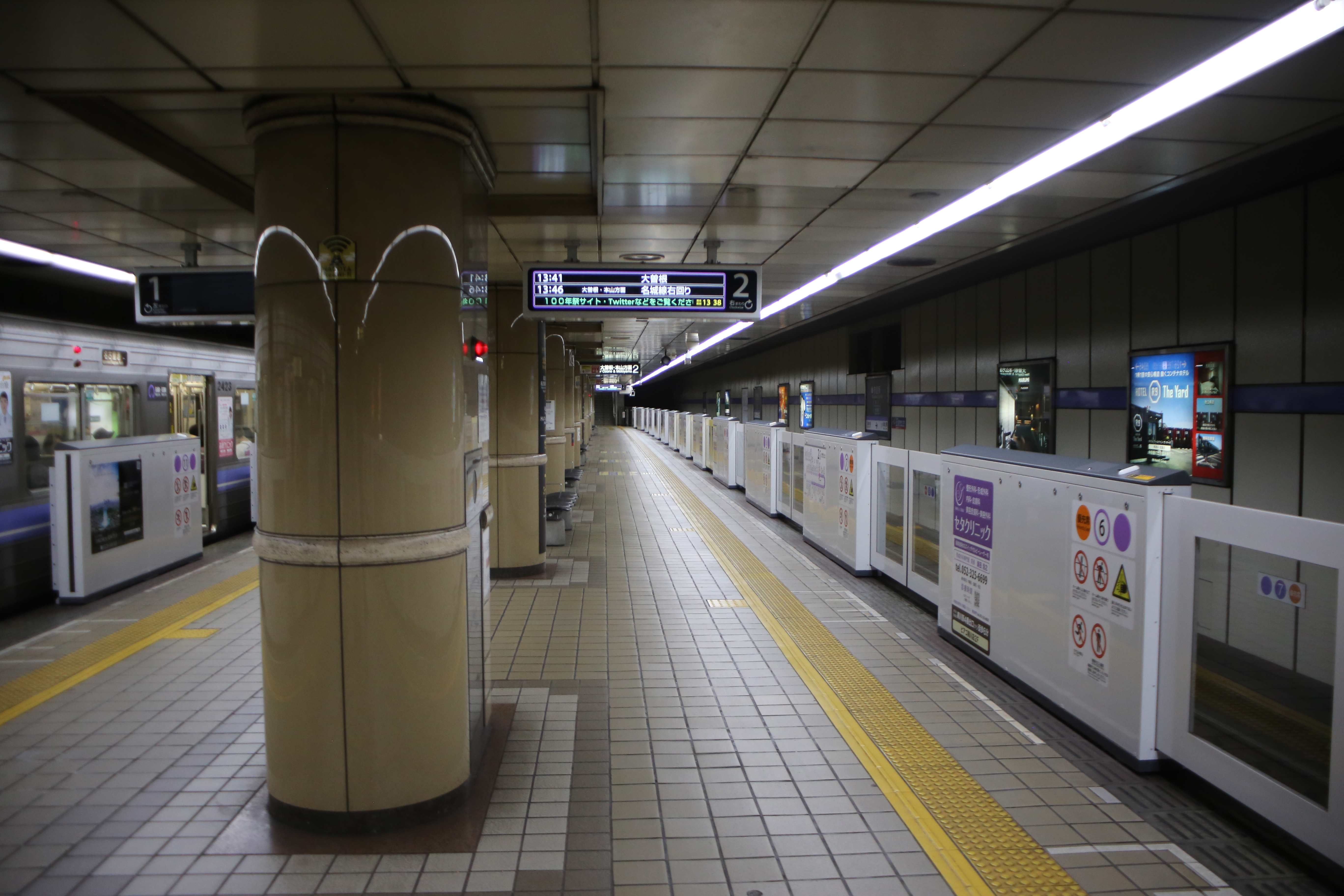
可動式ホーム柵設置後のホーム（2021年）
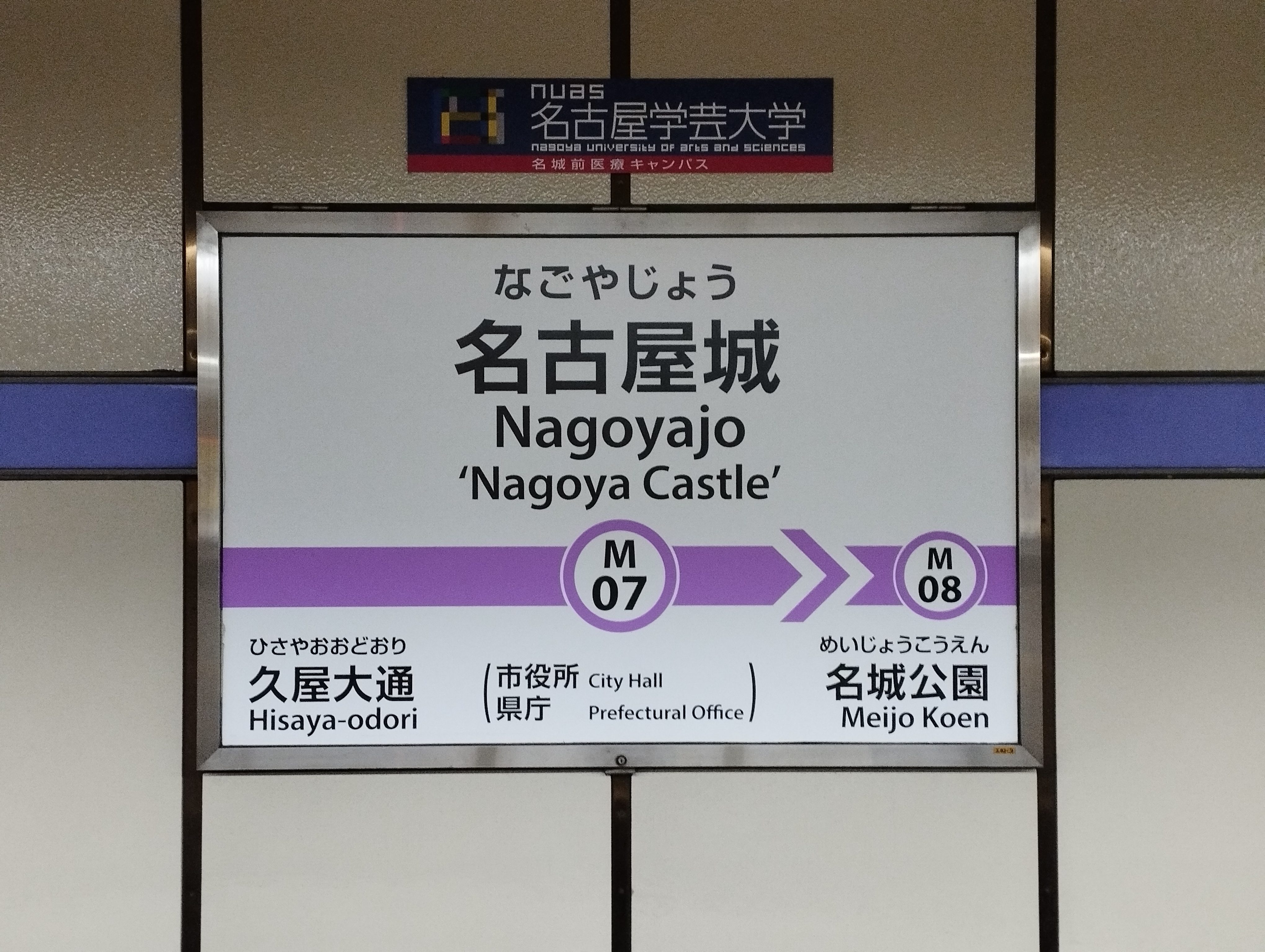
駅名標（2023年2月）

## 利用状況
2022年度の1日当たり平均乗車人員は、19,784人である。
近くにある名鉄瀬戸線の東大手駅より圧倒的に利用客が多い。基幹バスと地下鉄との乗り継ぎも栄駅より容易なため拠点としても機能している。

## 駅周辺
名古屋市役所や愛知県庁をはじめ、県内の主要官公庁が多く所在する。なお、名古屋市役所及び愛知県庁（本庁舎のほか、下に掲げる各庁舎を含む）は開庁時間帯であれば、地下の連絡通路を利用して地上に出ることなく行くことができる。名古屋市役所は北改札口の6番出入口付近に、愛知県庁は南改札口に通路がある。
なお、1976年（昭和51年）2月14日までは、名古屋鉄道（名鉄）瀬戸線の大津町駅が近隣に所在しており、乗換駅となっていた。
- 愛知県庁
  - 本庁舎・西庁舎・愛知県自治センター・愛知県議会議事堂
  - 愛知県公館
- 名古屋市役所
  - 本庁舎・西庁舎・東庁舎
- 名古屋市公館
- 名古屋城
- 金シャチ横丁
- 愛知県体育館
- 愛知県警察本部
- 名古屋法務合同庁舎
  - 名古屋高等検察庁
  - 名古屋地方検察庁
  - 名古屋区検察庁
  - 中部公安調査局
  - 中部地方更生保護委員会
  - 名古屋保護観察所
- 名古屋拘置所
- 名古屋市市政資料館
- 愛知県女性総合センター（ウィルあいち）
- 東海財務局、名古屋国税局、名古屋中税務署
- 国立病院機構名古屋医療センター/名古屋学芸大学看護学部（名城前医療キャンパス）
- 国家公務員共済組合連合会 名城病院
- 愛知三の丸クリニック
- 愛知県立明和高等学校
- 名鉄瀬戸線 東大手駅
- 名古屋高速都心環状線
- 外堀通
- 大津通
- 出来町通（愛知県道215号田籾名古屋線）
- 敷島製パン本社
- 電子ブロック機器製造本社
- 愛知縣護國神社

### ギャラリー

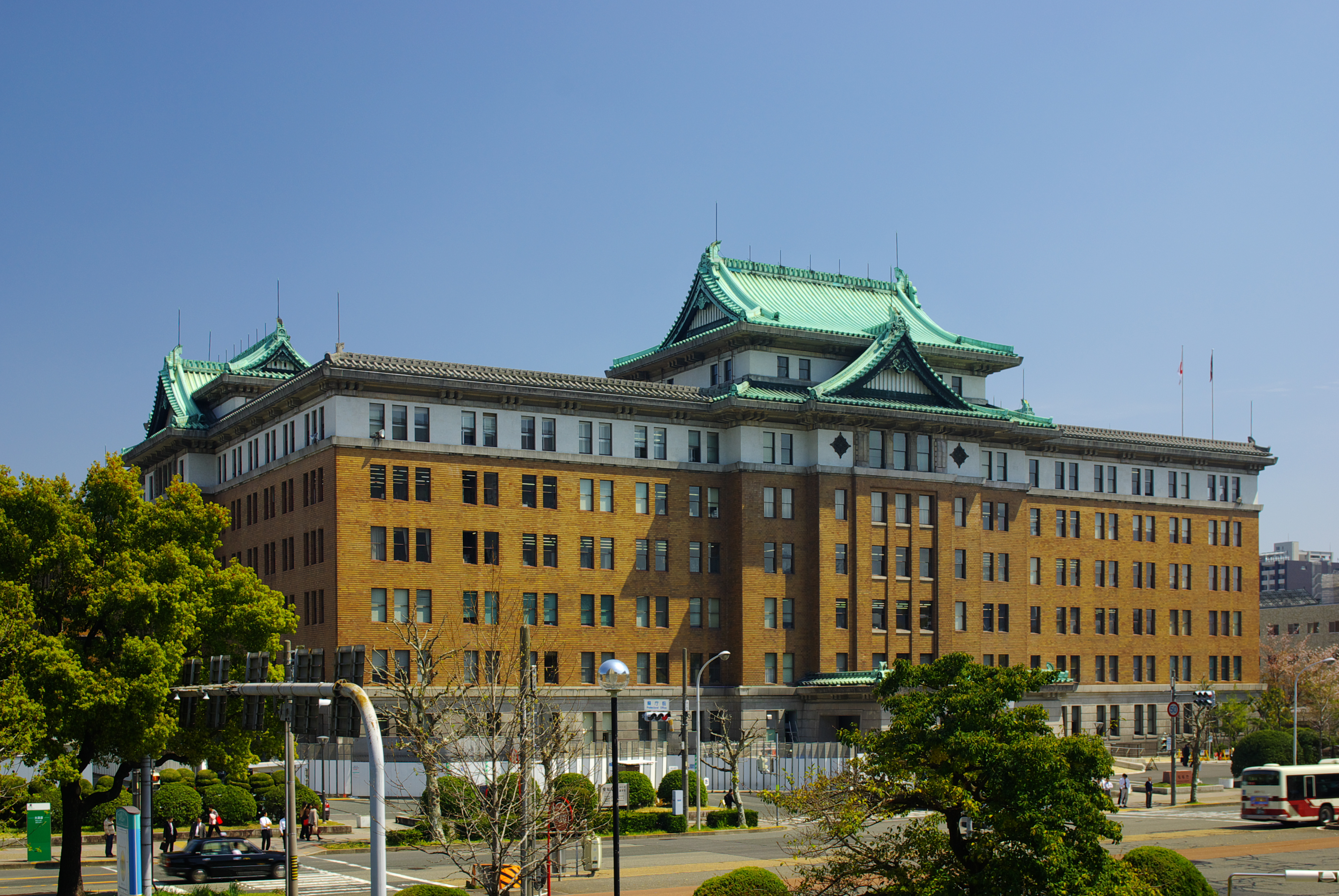
愛知県庁
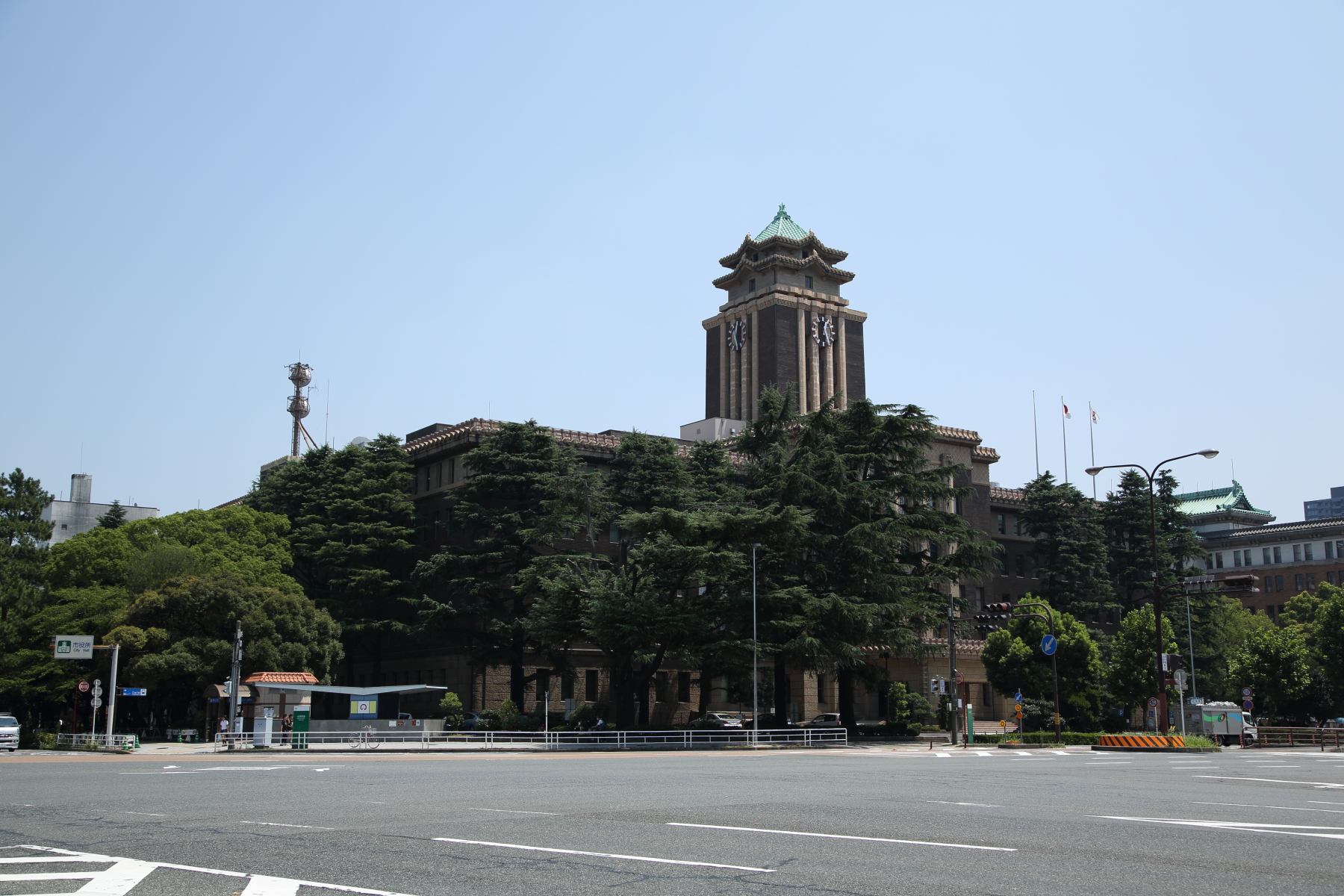
名古屋市役所
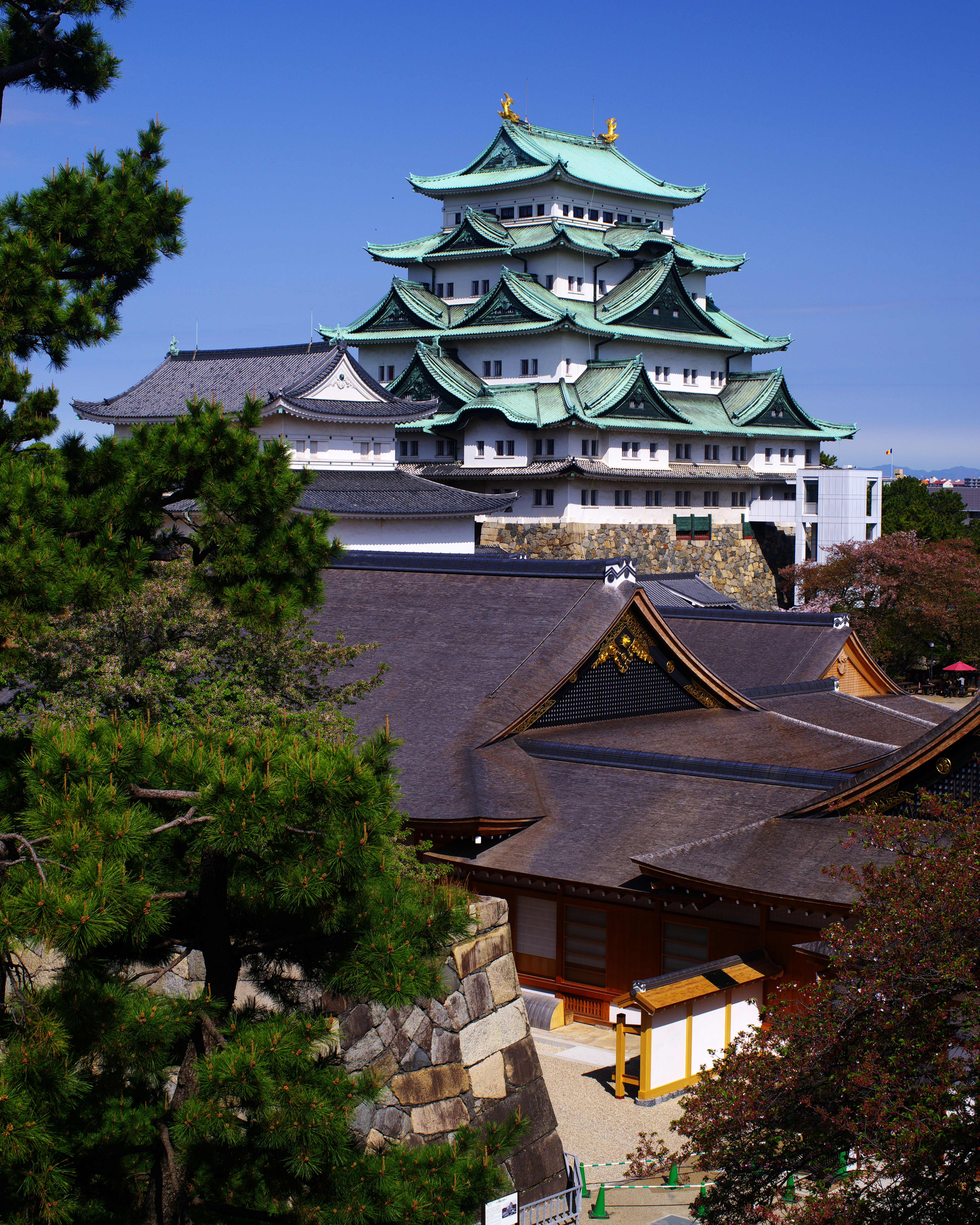
名古屋城

## バス路線

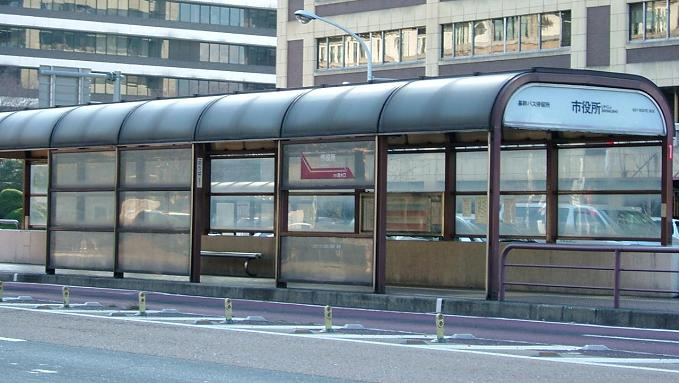
基幹バス市役所停留所

最寄りの停留所名は「市役所」、「名古屋城東・市役所」もしくは「愛知県庁前」。
地下鉄の駅名が改称されてからも、バスの停留所名は従前のまま変更されていない。
名古屋市営バス 市役所バス停
- 基幹2：栄 - 市役所 - 引山・四軒家（基幹バス）
- 基幹2：名古屋駅 - 市役所 - 猪高車庫（基幹バス）
- 名駅14：名古屋駅 - 市役所 - 大曽根
- 栄11：栄 - 市役所 - 如意車庫前・如意住宅・平田住宅
- 栄25：栄 - 市役所 - 名塚中学・名西橋
- 栄27：栄 - 市役所 - 栄（右回り・左回り）
- 栄27：栄（右回り） - 市役所 - 浄心町
- 西巡回：栄 - 市役所 - 栄（押切町経由右回り・浄心町経由左回り）

メーグル 名古屋城東・市役所バス停
- 名古屋駅 - トヨタ産業技術記念館 - 名古屋城 - 名古屋城東・市役所 - 徳川園・徳川美術館・蓬左文庫 - 市政資料館南 - 中部電力 MIRAI TOWER - 広小路伏見 -『名古屋城 - 四間道 - ノリタケの森 - トヨタ産業技術記念館』- 名古屋駅

（注）『』の区間は最終便は経由しない。
名鉄バス 市役所バス停
- 名鉄バスセンター - 市役所 - 三軒家・尾張旭向ヶ丘・トヨタ博物館前・瀬戸駅前方面（基幹バス）

とよやまタウンバス 愛知県庁前バス停
- 名古屋栄 - 愛知県庁前 - 黒川 - 豊山町役場 - 航空館boon

名古屋バス 愛知県庁前バス停
- 北区王子駅 - 東京駅（バスターミナル東京八重洲） - 横浜駅(YCAT) - 名古屋駅 - 名古屋栄 - 愛知県庁前
- 京都駅 - 名古屋駅 - 名古屋栄 - 愛知県庁前
- 天王寺駅・ユニバーサル・スタジオ・ジャパン（一部便のみ停車）・大阪駅  - 東大阪長田駅 - 名古屋駅 - 名古屋栄 - 愛知県庁前

## 隣の駅
名古屋市営地下鉄
 名城線
久屋大通駅 (M06) - 名古屋城駅 (M07)  - 名城公園駅 (M08)
かつて、名古屋城 - 名城公園間に名城工場があったが、2000年に名城線延長に伴い大幸車庫が運用開始したこともあり2004年10月をもって閉鎖された。かつての名城工場への引き込み線のうち、地下区間の大部分が引き上げ線ならびに保線車両留置線として今でも残されており、異常時に折り返しができるようポイントや信号設備も更新されている。かつては海の日名古屋みなと祭の臨時列車が名古屋港駅と当駅の間に設定される時代もあったが、現在は当駅発着の列車は定期・臨時とも設定はない。